# Sarsang

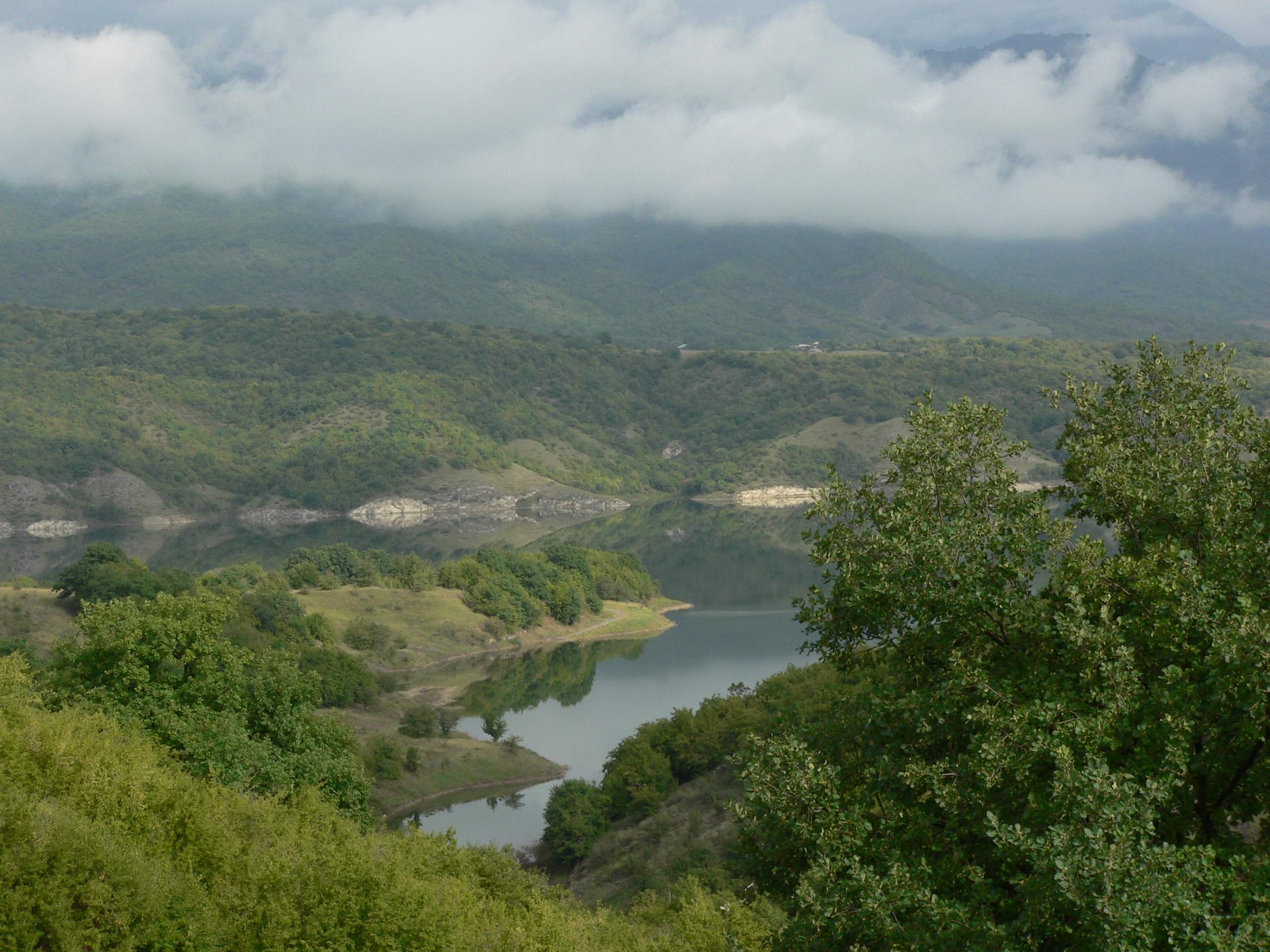
Bacino idrico di Sarsang

Il bacino idrico di Sarsang (in armeno Սարսան ջրամբար?; in azero Sərsəng su anbarı) è un grande lago artificiale ubicato nel comune di Martakert, nel distretto di Tərtər dell'Azerbaigian, nella regione contesa del Nagorno Karabakh.

## Visione d'insieme
Il bacino si è formato per lo sbarramento di una diga idroelettrica di 125 metri di altezza costruita sul fiume Tartar nel 1976. La superficie complessiva è pari a 14,2 km² per un volume di 575 milioni di metri cubi.
L'impianto idroelettrico, che sviluppa una capacità energetica di 50 megawatt ed era gestito nel periodo del controllo karabakho della regione dalla società "Artsakh HEK OJSK", rappresentava una delle principali fonti di approvvigionamento elettrico per la repubblica dell'Artsakh (circa il 60%).

## Contesto ambientale
La riserva di Sarsang è circondata da fitti boschi, in un paesaggio molto suggestivo. L'intera area ha pochi insediamenti urbani: il suo isolamento ed il contesto ambientale cominciano ad attirare numerosi turisti. L'accesso più agevole è attraverso la strada statale che unisce Karvachar, attuale capoluogo del distretto di Shahumian, a Martakert, centro amministrativo dell'omonimo distretto, e che costeggia un tratto della sponda meridionale del lago.

## Aspetti politici
L'invaso era stato progettato non solo per la costruzione della centrale idroelettrica ma anche per assicurare adeguata irrigazione ad un'area molto vasta di territorio compresa nei distretti azeri di Tartar, Ağdam e Barda. Dopo la conclusione della prima guerra del Nagorno Karabakh, l'invaso rimase sotto controllo armeno, sicché gli azeri persero la piena disponibilità dell'approvvigionamento idrico di quei territori.
Nel 2024 il bacino torna in possesso all'Azerbaigian dopo la dissoluzione della repubblica dell'Artsakh, dovuta al successo dell'offensiva azera nel Nagorno Karabakh del 2023.